# Crislan
Crislan Henrique da Silva de Sousa (Teresina, Piauí, 13 de marzo de 1992) es un futbolista brasileño que juega como delantero en el Bucheon F. C. 1995 de la K League 2.
Jugó para clubes como el Atlético Paranaense, Boa Esporte, Náutico, Braga, Tondela, Vegalta Sendai y Shimizu S-Pulse.

## Trayectoria

### Clubes
| Club                     | País          | Año       |
| ------------------------ | ------------- | --------- |
| Atlético Paranaense      | Brasil        | 2013-2014 |
| Boa Esporte (cedido)     | Brasil        | 2013      |
| Náutico (cedido)         | Brasil        | 2014      |
| C. A. Penapolense        | Brasil        | 2015      |
| S. C. Braga              | Portugal      | 2015-2021 |
| C. D. Tondela (cedido)   | Portugal      | 2016      |
| Vegalta Sendai (cedido)  | Japón         | 2017      |
| Shimizu S-Pulse (cedido) | Japón         | 2018      |
| Shonan Bellmare (cedido) | Japón         | 2019      |
| Bucheon F. C. 1995       | Corea del Sur | 2021-     |